# Global Television Network
Global Television Network, también conocida como Global, es una cadena de televisión de habla inglesa que emite para todo Canadá. El grupo fue fundado en 1974, y está controlado por Canwest, un conglomerado de medios de comunicación. Global es la tercera televisión en inglés más importante de Canadá, por detrás de la pública CBC Television (de Canadian Broadcasting Corporation) y la privada CTV Television Network.

## Historia

### Lanzamiento de Global
Durante los años 1960 hubo varias peticiones para establecer una tercera red de televisión en las ciudades más pobladas de Canadá. Un grupo de inversores liderado por Al Bruner y Peter Hill fundaron la empresa Global Communications Ltd., que presentó un plan para emitir en Canadá. Bruner presentó su idea como un servicio regional para Ontario, con seis emisoras propias, contenido canadiense y ocho minutos de publicidad local, que evitarían que las empresas canadienses se anunciaran en las cadenas de televisión de Buffalo (Estados Unidos).
La red se llamó Global Television Network, y comenzó sus emisiones el 6 de enero de 1974 a las 18:00, con seis emisores localizados en ciudades como Ottawa y los alrededores de Toronto. Pero el planteamiento regional de la emisora conllevó dificultades financieras, y Global perdió un millón de dólares canadienses en sólo un mes con un share del 2,5%. La dificultad para captar anunciantes provocó que el fundador de la red, Al Bruner, hiciese una ampliación de capital y dimitiera al poco tiempo. Los nuevos propietarios pertenecían al grupo Canwest, que consiguieron el control completo de la red tres meses después de su inauguración.

### Control de Canwest
Bajo la nueva dirección, se apostó por expandir la señal de Global a todo el territorio canadiense, con la apertura de una emisora en Winnipeg (Manitoba) en 1975, que funcionaban como canales locales afiliados. A su vez, se compraron muchas series estadounidenses, que fueron el pilar de la programación de Global. La subida de la señal de Global por satélite permitió aumentar la cobertura en Canadá, y Global se convirtió en la tercera emisora de habla inglesa en audiencias del país. En 1985, Canwest se hizo con todas las acciones de Global.
No fue hasta 1997 cuando, con la adquisición de una afiliada en Quebec, Global se convirtió en una red completamente nacional. Con ello, Canwest retiró cualquier referencia local de todas sus estaciones y las renombró como Global Television Network, la denominación que hasta entonces sólo se usaba en Ontario. En 2000 introdujo un nuevo logotipo para sus canales, y fue comprando emisoras afiliadas para convertirlas en propias. Cuando su rival CTV se convirtió en líder de audiencia, Global modificó de nuevo su imagen corporativa y Canwest aunó esfuerzos con sus medios de comunicación para impulsar los programas e informativos de su red. En 2008, las emisoras de Toronto y Vancouver comenzaron sus emisiones en alta definición.

### Adquisición de Shaw Communications
En 2009 Canwest, grupo propietario de la cadena, declaró bancarrota y puso a la venta todos sus medios de comunicación, lo que incluía su participación en la australiana Ten Network, sus cabeceras de periódicos y la red de televisión global. 
El grupo canadiense Shaw Communications presentó una oferta por Global y otros medios de Canwest en el mes de agosto, que la Comisión de Telecomunicaciones de Canadá aprobó un mes después. Finalmente, Shaw se convirtió en el propietario de Global el 27 de octubre de 2010, días después de que Canwest desapareciera como empresa.

### Adquisición de Corus Entertainment
El 1 de abril de 2016, Shaw Media como parte de una reorganización corporativa (comercializado como una adquisición), Shaw medios de comunicación se fusionó con la empresa hermana de Shaw, Corus Entertainment.

## Programación
Las emisoras de Global emiten los mismos programas a la misma hora, dependiendo de la zona horaria. Sin embargo, su programación varía dependiendo de la zona, por los acuerdos que puedan existir en cada provincia. Por ejemplo, Global no puede emitir la misma programación infantil de otras estaciones en Quebec, porque sus leyes prohíben que este tipo de espacios tengan publicidad.
La columna vertebral de Global son las series estadounidenses y los programas de entretenimiento de ese país, aunque en la última década ha aumentado el contenido canadiense. Destacan también sus servicios informativos y la emisión de competiciones deportivas norteamericanas como la NFL y el Super Bowl.

## Cobertura
Global cuenta con 11 emisoras propias y una afiliada, que cubren la mayor parte del territorio nacional canadiense. Las emisoras propias están situadas en Calgary, Edmonton y Lethbridge (en Alberta), Halifax (en Nueva Escocia), Winnipeg (Manitoba) Kelowna y Vancouver (en Columbia Británica), Quebec City (Quebec), Regina y Saskatoon (en Saskatchewan) y Toronto (en Ontario). 
Por su parte, la estación afiliada está situada en Thunder Bay (Ontario), y Global mantiene colaboración con una cadena de San Juan de Terranova (en Terranova y Labrador).